# William Waldegrave, 8. hrabě Waldegrave
William Waldegrave, 8. hrabě Waldegrave (William Waldegrave, 8th Earl Waldegrave, 8th Vsicount Chewton, 9th Baron Waldegrave of Chewton, 12th Baronet Waldegrave of Hever Castle) (27. října 1788 – 24. října 1859) byl britský admirál ze starobylého šlechtického rodu Waldegrave.

## Životopis
Narodil se jako třetí syn dvořana a důstojníka 4. hraběte Waldegrave, matka Elizabeth Waldegrave (1760–1816) byla zároveň otcovou sestřenicí. Studoval v Etonu a od mládí sloužil v námořnictvu, již v sedmnácti letech byl poručíkem (1806), během napoleonských válek pak dosáhl hodnosti kapitána (1811). Po sebevraždě svého tchána Samuela Whitbreada převzal jeho poslanecký mandát za Bedford a v letech 1815–1818 byl členem Dolní sněmovny. Jako člen strany whigů se politice aktivně věnoval, ale pak se vrátil ke službě na moři a v hodnosti kapitána velel několika lodím. V roce 1840 obdržel Řád lázně a do výslužby odešel v roce 1842 v hodnosti kontradmirála. Po smrti svých dvou bratrů a bezdětného synovce zdědil nakonec v roce 1846 titul hraběte a stal se členem Sněmovny lordů. Mimo aktivní službu dosáhl v roce 1858 hodnosti viceadmirála.
Jeho manželkou byla Elizabeth Whitbread (1791–1843) z významné rodiny podnikajicí v pivovarnictví, dcera poslance Samuela Whitbreada a neteř premiéra 2. hraběte Greye. Měli spolu osm dětí. Nejstarší z nich byla dcera Laura (1821–1885) provdaná za významného právníka a politika Roundella Palmera. Dědicem titulů byl syn William Waldegrave, vikomt Chewton (1816–1854), který padl v krymské válce. Další syn Samuel Waldegrave (1817–1869) byl biskupem v Carlisle a nejmladší George Waldegrave–Leslie (1825–1904) byl krátce poslancem Dolní sněmovny.
Hlavním sídlem rodu Waldegrave byl v této době zámek Strawberry Hill House v Londýně, který jí patřil jako dědictví po spřízněné rodině Walpole v letech 1811–1883.